# 瓦茨街

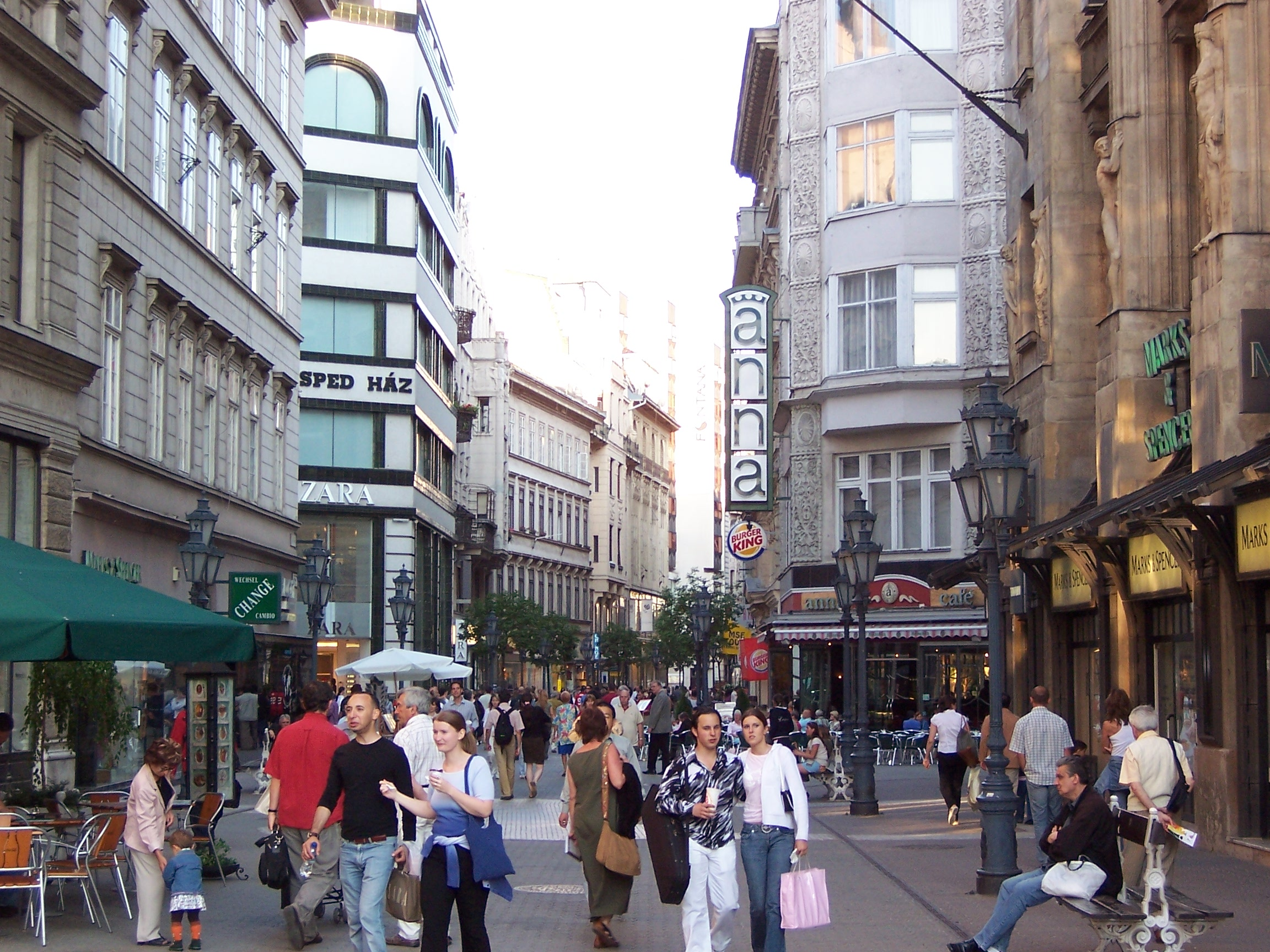
瓦茨街

瓦茨街（Váci utca）是匈牙利首都布达佩斯市中心主要的步行街。这条街的特点是拥有大量面向游客的餐馆和餐饮商店。Lonely Planet说：“这里以游客为中心，但两边的咖啡馆和商店都值得一看 — 至少一次。”
瓦茨街是布达佩斯的主要购物街之一。位于此处的店铺包括：Zara、H&M、芒果、ESPRIT、道格拉斯公司，施华洛世奇，HUGO BOSS，Lacoste，耐克。这条街的北端是弗洛斯马提广场（Vörösmarty tér）。